# Франческо Альді
Франческо Альді (італ. Francesco Aldi; нар. 17 вересня 1981) — колишній італійський тенісист.
Найвищу одиночну позицію світового рейтингу — 111 місце досяг 11 липня 2005, парну — 175 місце — 4 липня 2005 року.
Завершив кар'єру 2012 року.

## Фінали ATP Челленджер і ITF Ф'ючерс

### Одиночний розряд: 16 (6–10)
| Легенда              |
| -------------------- |
| ATP Челленджер (1–5) |
| ITF Ф'ючерс (5–5)    |

| Фінали за покриттям |
| ------------------- |
| Тверде (0–1)        |
| Ґрунт (6–9)         |
| Трава (0–0)         |
| Килим (0–0)         |

| Результат | В-П  | Дата     | Турнір                  | Рівень     | Покриття | Суперник                 | Рахунок            |
| --------- | ---- | -------- | ----------------------- | ---------- | -------- | ------------------------ | ------------------ |
| Перемога  | 1–0  | Тра 2001 | Італія F4, Вітербо      | Ф'ючерс    | Ґрунт    | Ігор Гауді               | 6–1, 2–6, 6–3      |
| Поразка   | 1–1  | Лют 2004 | Хорватія F2, Загреб     | Ф'ючерс    | Тверде   | Жан-Крістоф Форель       | 6–7(8–10), 3–6     |
| Поразка   | 1–2  | Сер 2004 | Трані, Італія           | Челленджер | Ґрунт    | Філіппо Воландрі         | 1–6, 3–6           |
| Поразка   | 1–3  | Сер 2004 | Манербіо, Італія        | Челленджер | Ґрунт    | Ніколас Альмагро         | 6–7(5–7), 4–6      |
| Поразка   | 1–4  | Жов 2004 | Рим, Італія             | Челленджер | Ґрунт    | Віктор Генеску           | 6–7(4–7), 2–6      |
| Поразка   | 1–5  | Тра 2005 | Санремо, Італія         | Челленджер | Ґрунт    | Новак Джокович           | 3–6, 6–7(4–7)      |
| Поразка   | 1–6  | Лип 2005 | Мантуя, Італія          | Челленджер | Ґрунт    | Джорджо Галімберті       | 3–6, 3–6           |
| Перемога  | 2–6  | Бер 2007 | Італія F4, Сиракуза     | Ф'ючерс    | Ґрунт    | Альберто Бріцці          | 4–1, 4–5(4–7), 4–1 |
| Перемога  | 3–6  | Тра 2007 | Санремо, Італія         | Челленджер | Ґрунт    | Фабіо Фоніні             | 7–5, 6–7(4–7), 6–4 |
| Поразка   | 3–7  | Бер 2009 | Іспанія F8, Сабадель    | Ф'ючерс    | Ґрунт    | Даніел Дутра да Сілва    | 5–7, 3–6           |
| Перемога  | 4–7  | Тра 2009 | Італія F8, Віченца      | Ф'ючерс    | Ґрунт    | Ігор Сейслінґ            | 6–3, 4–6, 6–4      |
| Перемога  | 5–7  | Лип 2009 | Італія F18, Карпі       | Ф'ючерс    | Ґрунт    | Адріан Унгур             | 6–1, 7–6(7–1)      |
| Поразка   | 5–8  | Лип 2009 | Італія F20, Модена      | Ф'ючерс    | Ґрунт    | Нільс Десайн             | 6–2, 5–7, 3–6      |
| Перемога  | 6–8  | Січ 2010 | Іспанія F1, Сьюдадела   | Ф'ючерс    | Ґрунт    | Серхіо Гутьєррес Ферроль | 6–3, 7–5           |
| Поразка   | 6–9  | Січ 2010 | Іспанія F2, Cala Millor | Ф'ючерс    | Ґрунт    | Аттіла Балаж             | 7–6(7–3), 4–6, 1–6 |
| Поразка   | 6–10 | Сер 2010 | Італія F19, Ла-Спеція   | Ф'ючерс    | Ґрунт    | Томас Фаббіано           | 0–6, 7–5, 3–6      |

### Парний розряд: 21 (11–10)
| Легенда              |
| -------------------- |
| ATP Челленджер (3–4) |
| ITF Ф'ючерс (8–6)    |

| Фінали за покриттям |
| ------------------- |
| Тверде (0–1)        |
| Ґрунт (11–9)        |
| Трава (0–0)         |
| Килим (0–0)         |

| Результат | В-П   | Дата     | Турнір                           | Рівень     | Покриття | Партнер               | Суперники                                       | Рахунок                  |
| --------- | ----- | -------- | -------------------------------- | ---------- | -------- | --------------------- | ----------------------------------------------- | ------------------------ |
| Поразка   | 0–1   | Тра 2001 | Італія F3, Латина                | Ф'ючерс    | Ґрунт    | Стефано Моччі         | Жульєн Матьє Майк Шайдвайлер                    | 4–6, 2–6                 |
| Перемога  | 1–1   | Лип 2001 | Італія F9, Ріміні                | Ф'ючерс    | Ґрунт    | Стефано Моччі         | Фабіо Коланджело Джанлука Бацціка               | 2–6, 6–3, 7–6(7–4)       |
| Поразка   | 1–2   | Жов 2001 | Франція F21, Ла-Рош-сюр-Іон      | Ф'ючерс    | Тверде   | Потіто Стараче        | Жером Анке Режіс Лавернь                        | 2–6, 2–6                 |
| Перемога  | 2–2   | Тра 2002 | Італія F2, Павія                 | Ф'ючерс    | Ґрунт    | Джанкарло Петраццуоло | Елія Гроссі Стефано Таралло                     | 6–0, 0–6, 6–2            |
| Поразка   | 2–3   | Лип 2002 | Німеччина F9, Целль-ім-Візенталь | Ф'ючерс    | Ґрунт    | Томас Тенконі         | Марко Марцолла Рааул Снейдерс                   | 7–5, 6–7(2–7), 6–7(9–11) |
| Перемога  | 3–3   | Тра 2003 | Італія F6, Вальденго             | Ф'ючерс    | Ґрунт    | Джанкарло Петраццуоло | Янне Ояла Алешандре Сімоні                      | без гри                  |
| Поразка   | 3–4   | Лип 2003 | Іспанія F13, Аліканте            | Ф'ючерс    | Ґрунт    | Алессандро да Коль    | Гільєрмо Гарсія-Лопес Сантьяго Вентура Бертомеу | 2–6, 5–7                 |
| Поразка   | 3–5   | Жов 2004 | Рим, Італія                      | Челленджер | Ґрунт    | Франческо Піккарі     | Вернер Ешауер Флорін Мерджа                     | 7–6(7–5), 3–6, 0–6       |
| Перемога  | 4–5   | Тра 2005 | Санремо, Італія                  | Челленджер | Ґрунт    | Томас Тенконі         | Мануель Джоркуера Дмитро Турсунов               | 6–4, 6–3                 |
| Поразка   | 4–6   | Тра 2005 | Турин, Італія                    | Челленджер | Ґрунт    | Алессіо ді Мауро      | Франко Феррейро Серхіо Ройтман                  | 7–6(7–4), 5–7, 6–7(2–7)  |
| Поразка   | 4–7   | Чер 2005 | Реджо-нель-Емілія, Італія        | Челленджер | Ґрунт    | Томас Тенконі         | Іраклій Лабадзе Юрій Щукін                      | 4–6, 3–6                 |
| Перемога  | 5–7   | Чер 2006 | Сассуоло, Італія                 | Челленджер | Ґрунт    | Томас Тенконі         | Пабло Андухар Леонардо Аццаро                   | 6–0, 6–1                 |
| Перемога  | 6–7   | Сер 2006 | Корденонс, Італія                | Челленджер | Ґрунт    | Ловро Зовко           | Марко Груньйола Марко Педріні                   | 6–4, 6–3                 |
| Перемога  | 7–7   | Бер 2009 | Іспанія F7, Тарраса              | Ф'ючерс    | Ґрунт    | Алессандро Піккарі    | Стівен Діес Хосе Чека-Кальво                    | 6–0, 6–2                 |
| Поразка   | 7–8   | Лип 2009 | Італія F17, Болонья              | Ф'ючерс    | Ґрунт    | Федеріко Торрезі      | Роман Єбави Мартін Кліжан                       | 3–6, 6–7(6–8)            |
| Перемога  | 8–8   | Бер 2010 | Італія F2, Рим                   | Ф'ючерс    | Ґрунт    | Даніеле Джорджині     | Андреас Гайдер-Маурер Бертрам Штайнберґер       | 6–4, 6–2                 |
| Поразка   | 8–9   | Лип 2010 | Сан-Бенедетто, Італія            | Челленджер | Ґрунт    | Даніеле Джорджині     | Томас Фаббіано Габрієль Трухільйо Солер         | 6–7(4–7), 6–7(5–7)       |
| Перемога  | 9–9   | Лип 2010 | Італія F18, Модена               | Ф'ючерс    | Ґрунт    | Вальтер Трузенді      | Філіппо Леонарді Якопо Маркеджані               | 6–3, 6–4                 |
| Поразка   | 9–10  | Кві 2011 | Італія F4, Рим                   | Ф'ючерс    | Ґрунт    | Марко Чеккінато       | Леандро Мігані Філіп Прпіч                      | 3–6, 6–3, [6–10]         |
| Перемога  | 10–10 | Лип 2011 | Італія F17, Сассуоло             | Ф'ючерс    | Ґрунт    | Марко Чеккінато       | Філіппо Леонарді Якопо Маркеджані               | 6–4, 6–3                 |
| Перемога  | 11–10 | Сер 2011 | Іспанія F27, Шатіва              | Ф'ючерс    | Ґрунт    | Марко Чеккінато       | Іван Аренас Гуальда Енріке Лопес Перес          | 6–4, 6–3                 |